# 牛島和彦
牛島 和彦（うしじま かずひこ、1961年4月13日 - ）は、奈良県生まれ、大阪府大東市出身の元プロ野球選手（投手）、監督、野球解説者。所属事務所は株式会社プラミン。

## 経歴

### プロ入り前
大東市立四条中学校3年の府大会に出場。この時に優勝候補筆頭の大体大付属中学と対戦したことで「ドカベン」こと捕手・香川伸行と出会っている。天理高校に行くつもりだったが、浪商高校側から「3年後に強いチームをつくりたい」と熱心に誘われ、野球特待生として浪商高校に進学。先述の系列中学から上がってくる香川とバッテリーを組み、低迷していた野球部を復活させた。デーブ大久保との対談（YouTube）において、牛島の5歳上の従兄が奈良県内の強豪校で著名監督に教わっていたため、その監督から天理高校への入学を反対されたことや、浪商高校OBの高田繁と食事の席で、浪商高校への入学を誘われた旨を述懐している。
2年生春選抜大会、3年生春選抜大会・夏選手権大会と、合計3度甲子園出場を果たした。2年生春の第50回選抜高校野球大会では、高松商業高校（香川県）に0-3で初戦敗退。3年生春の第51回選抜高校野球大会では決勝戦に進出、近畿勢同士の箕島高校（和歌山県）に7-8で敗北したが、準優勝を果たした。3年生の夏には大阪府予選決勝で、主砲・小早川毅彦を擁して4季連続の甲子園を狙っていた前年夏の優勝校・PL学園高校を破って甲子園代表入りを果たす。第61回全国高校野球選手権大会では、のちに中日でチームメイトとなる上尾高校（埼玉県）の仁村徹からホームランを打ったこともあったが、準決勝で池田高校（徳島県）に0-2で敗れてベスト4で止まり、春夏連続の決勝戦進出は成らなかった。
プロでの同期となる岡田彰布、木田勇に指名が集中する中、1979年のドラフト1位で中日ドラゴンズが単独指名。担当スカウトは法元英明。契約金は3300万円、年俸は280万円。

### 中日時代
1979年、中日ドラゴンズに入団時、背番号を「17」「21」「24」の中から選ぶように言われた。細身だったので、数字の字体がスリムな見た目の番号が良い、と「17」を選択した。
1980年から一軍で登板し、2勝を挙げる。
1981年は開幕一軍をつかみ取り、中継ぎとして一軍に定着。
1982年は鈴木孝政、小松辰雄の後を継いでリリーフエースとなり、17セーブを挙げてチームのリーグ優勝に大きく貢献。同年の西武との日本シリーズでは4試合に登板。第3戦では8回から鈴木孝政のリリーフとして起用され、シリーズ初勝利を記録。第4戦でも9回に小松辰雄をリリーフして無失点に抑え、シリーズ初セーブを挙げる。
1983年は、昨年の8月上旬からヒジを痛めてしまった影響で、リリーフ失敗が続く。気分転換も兼ねて先発に回って初の2ケタ10勝を挙げたが、シーズンを通しての安定感には欠けた。
1984年は再びクローザーとなって自己最高の29セーブを挙げ、最多セーブ投手となる。
1985年シーズン途中で先発に転向し、6勝8セーブで、6完投もあった。
1986年オフ、ロッテオリオンズの主砲・落合博満と1対4の大型トレードが発表される。ナゴヤ球場近くに自宅を購入し、星野仙一が監督に就任したばかりでこのまま現役を中日で全うしようかというところでの出来事であったため、最後まで納得せずに抵抗し、また本人曰く、考えが「8割方引退の方に傾いていた」ということだったが、スカウトとして牛島自身の獲得にもかかわった法元英明と朝まで語り合う中で引退の考えを明かすと「ユニフォーム変わっても牛っしゃんのフォーム見たかったな」と言われたことで、移籍に前向きになれたという。そして星野も自宅に呼んで牛島を説得し、最後には受諾した。
1987年、落合との4対1の交換トレードで上川誠二・平沼定晴・桑田茂と共にロッテへ移籍した。移籍に当たっては星野が「将来中日の指導者として呼び戻す」と述べたが、結局中日復帰は実現せず、口約束で終わっている。背番号17は移籍後も欠番となったが、翌年開幕前に西武から移籍した村井一男が着用し、その翌年には期待の高卒新人・上原晃に引き継がれた。
なお高卒新人時代の1980年7月、西武ライオンズ球場で開かれたジュニアオールスターゲームではオールウェスタンで出場。南海ホークス入りしていた香川と久々のバッテリーを組んだが、試合ではオールイースタンの主砲であった落合にタイムリーを浴びている。

### ロッテ時代
背番号は27となり、前年に引退した中日時代の先輩・土屋正勝の番号を受け継ぐ。
移籍して初めてトレードの人選理由の一つに、ロッテのエースであった村田兆治からの進言があったことを聞く。
移籍初年の1987年は2勝24セーブを記録し、中日時代に獲得できなかった最優秀救援投手のタイトルを初獲得。中日時代から温めていた、改良中のスライダー、シュートを移籍初年度に見事に披露して、タイトル獲得につながった。
1988年は25セーブを記録し、最多セーブ投手となる（しかし、セーブポイントの差で最優秀救援投手のタイトルは近鉄吉井理人が獲得した、また三度最多セーブを記録しながら最優秀救援投手賞を一回しか取れなかったのは牛島だけである）。
1989年は先発に転向し、自己最高の12勝を挙げプロ入り初めて規定投球回数もクリアした(特にダイエーに対しては7勝1敗と荒稼ぎした)。あと1勝で最高勝率のタイトルも取得できそうであったが、12勝を挙げた後に右肩痛で登録を抹消されて閉幕まで約1か月登板はなかった。実は10勝目の時点で右肩を痛めていたが、痛み止めを飲みながら12勝目まで挙げた。右肩痛対策として、インナーマッスルを鍛えて改善を図ることになった。テーブル拭きの動きからスタートし、次は輪ゴムで負荷をかけ、徐々に運動強度を上げていった。
1990年は血行障害に苦しめられた。先年の右肩痛を克服し、投げられるようになって復活できたと思った頃に血行障害になった。首や肩の痛みやしびれがひどく、医者に「野球は出来なくていいから、普通に生活できるようにしてほしい。」とお願いしたほどだった。不調が続き、不安が募るようになり、担当医に相談すると「よくわからないから不安になる。仕組みを知ることで怖くなくなる。」と言われてリハビリに臨んだ。ほぼ1シーズンをリハビリに費やし、同年と翌1991年は未勝利に終わった。
1992年4月7日の対福岡ダイエー1回戦で、3年（924日）ぶりの勝利を完投で飾る。ここに至るまで、治療のための病院探しは難航し、3つ目の病院でやっと「なんとかなるかもしれない」と言われた。計画的にリハビリに取り組み、時間をかけていったので、日にちがかかった。でも、時間をかけないともたなかった、と牛島本人が語っている。ちなみにこの試合はチームの千葉移転後、千葉ロッテマリーンズとしての初勝利であった。元々は開幕2戦目の神戸で登板予定だったが、雨でスライドしたため本拠地開幕戦で投げることになった。登板イニングは行けるところまでとしか考えていなかったが、あれよあれよという間に行けたので、そのまま最後まで投げることになり、完投で勝つことができた。復活の勝利より、完投で勝てたということが牛島個人にとっての意味は大きく、自分自身に対しての自信になった。結局、同年は3勝を挙げた。
1993年はキャンプ終盤に原因不明の首筋痛でリタイア、首筋痛が治り、一軍登板もしたが、肘痛に苦しみ、現役を引退し、14年間32歳の若さでプロ生活を終えた。

### 引退後・横浜監督時代
1994年、TBS（TBSテレビ・TBSラジオ）とCBC（CBCテレビ・CBCラジオ）の野球解説者に就任。11年間務め、眼鏡をかけた精悍な顔立ちと理論派で且つさわやかな口調で人気があった。スポーツニッポン野球評論家も合わせて務める。
この解説者時代に、読売ジャイアンツ監督に就任していた長嶋茂雄からコーチへの就任要請があった。長嶋自ら交渉に当たったが、「現役時代に関わりのなかった巨人のユニフォームを着るのは、ちょっと違うと思った」「長嶋さんと衝突したくなかった」「“紳士たれ”の巨人軍へ僕みたいなやんちゃが入っていったら、絶対に叩かれる。僕はやんちゃなまま生きたかった」ということで、「すみません。僕、紳士になれないんです」と断ったという。巨人からは他にも原辰徳からもあったが、これも断っている。
1997年オフ横浜ベイスターズの監督に就任した権藤博から一軍投手コーチの要請を受けるが、熟慮の末「子供の学校の問題もあるし、家のローンも残っているので」と断った。1999年オフに中日時代の同僚だった大島康徳が日本ハムファイターズの監督に就任、大島から一軍投手コーチの要請を受けるが球団が出した条件と合わず就任に至らず。投手コーチは、投手の味方をしないと投手が指示に従わなくなり、投手を守ると監督との関係が悪化する。その衝突は不可避と考え、要請を断り続けた。恩義がある大島からの要請時、その心配は無かったが、既に多数の要請を断った後であり、大島の要請だけ受諾とはいかなかった。
2005年、横浜ベイスターズの監督に就任。横浜とは現役時代には全く縁がないが、当時横浜はTBSが親会社だったため、TBSの野球解説者であったつながりから牛島に声がかかった。コーチ陣はロッテ時代に共に後輩だった吉田篤史を投手コーチ、福澤洋一をバッテリーコーチに招聘した。就任1年目にして3年連続最下位のチームをAクラスに導く。
2006年に横浜のチーム不振に伴い同シーズンをもって引責辞任。8月上旬には退団の意向を固め、10日に佐々木社長とのトップ会談で辞意を申し入れた。9月3日の会見では「一生懸命に応援していただいているファンに申し訳ないという思いが強く、決断した。選手は本当に頑張ってくれたが、2年契約の2年目で結果を残せなかったのは、私の責任だと思って会社に伝えた」と話した。球宴期間には「交流戦後は良い戦い方ができていた。故障していた選手も徐々に戻ってきていて戦力も厚みを増してくる。チーム内でもいい意味での競争もできそう」と巻き返しを期していたが浮上出来なかった。
ただし、「成績不振の引責というのは表向きで、実際はチーム強化を巡って消極姿勢を示した球団との確執が原因」という噂も囁かれている（2006年8月30日の各スポーツ紙が報じた辞任報道の内容による）。
その後、TBSとCBCのテレビとラジオの野球解説者、スポーツニッポンの野球評論家に復帰した。現在は、解説者として出演する傍ら、横浜ベイスターズ監督当時のフィジカルトレーナーである山口光圀と共に『Senseup+ Sports Academy』を開校し、技術だけではなく、体の使い方、心の持ち方など自身の経験を惜しみなく伝え、子供達を指導している。また、2011年よりセガサミー硬式野球部の特別投手コーチ（非常勤）を務めるほか、社会人野球チームや大学野球の投手指導も行っている。

## 人物
浪商高校時代、春の選抜にて決勝戦まで連投で700球を投げた後、中1日で北野高校との定期戦に登板し、腰を痛めた。その後は治療に専念しており、ゴールデンウィークに行われた宮崎での招待試合では「投げられない」と断ったものの、「テレビ放送があるから投げてくれ」と頼まれて登板。練習もできていない状態ながら、仲間の援護もあり、ノーヒットノーランを達成した。マウンドに伝令に来た選手に「投げてるのは俺や、黙って見とけ」と言い放ったり、監督に「俺が投げれば、チームは絶対勝ちますから」と豪語するなど、切れ長の目をした甘いマスクと独特なキャラクターで女子中高生を主とした甲子園ギャルの間で人気を博した。1979年の春の選抜では準々決勝で延長13回221球を投げぬいた翌日、東洋大姫路高との準決勝でも完投勝利をマークするなど、タフネスぶりの片鱗は既に高校時代から見せていた。
その高校時代にバッテリーを組んでいた「ドカベン」こと香川伸行が、プロ野球選手としての生活においても年ごとに体重が増えていくのに対し、牛島自ら注意を呼びかけていた。のちに牛島は、プロ野球引退後の香川に対する評価として「いずれは球界を代表する選手になると思っていた。だが急激に太りだしたことで、年数が狭まってしまった」と惜しんでいた。
高校卒業後の進路は最初からプロしか考えず、実際にほとんどのプロ球団から声がかかり、特に南海からは浪商から当人と香川、山本昭良の3人全員獲るという話があったという。しかし、当時テレビではプロ野球中継は巨人戦中心でパ・リーグの中継をあまりテレビで行っていなかったこともあって、九州にいる当人の祖父から、自分が耳が不自由なので「ラジオじゃ聴こえないからお前のことがわからない、テレビでしか見れない」と、巨人がいるセ・リーグに行ってほしいと言われたことで、パ・リーグ6球団全て事前に断りを入れていた。しかしこれで当時「高校生が入団拒否」「逆指名」などと叩かれたという。中日と同じくドラフト会議前日に指名するという連絡を当人に入れていた巨人からも指名される可能性があったが、当時巨人監督の長嶋茂雄が左ピッチャーを希望したために木田勇の指名に変更され、結局中日の単独指名となった。しかし、牛島の現役引退後も直接電話連絡がくるなど、長嶋との交流は続いている。
中日入団発表時の髪型はリーゼントであった。ただし、先述のデーブ大久保とのYouTube対談において、牛島は「（あの髪型は）パンチパーマの伸びたもの」である旨を述懐している。「高校JAPAN時代に髪を短くしたが、プロ入り前にパーマをかけたい思いが強かった。がんばって伸ばした髪にパンチパーマをかけ、プロ入り前に切ったところ、リーゼントのように見えていた」と、その髪型の成り立ちについて牛島は回顧している。ルーキーとしてのキャンプ初日に牛島の頭髪を見た星野仙一が厳しく指導したとする説は、牛島が否定している。ドラフト前は才能こそあったもののあまりの素行の悪さから手を引く球団が続出し、中日も1度は指名を見送る予定だったが、当時の監督だった中利夫の強い希望と星野（1981年より投手コーチ補佐兼任）の「オレが鍛え直してやる」の一言で指名を決めた。また、中日時代には選手寮の門限破り時、部屋の扉に罰金をあらかじめ貼り付けて夜の街へ遊びに行ったというエピソードが牛島自身から語られている。しまいには、優勝時に（年俸とは別に）球団から支給された賞金を封筒ごと寮長に渡して「これで当分（罰金の）面倒見てください」と言い出し、これ以降、罰金は給料天引きとなった。その金額は門限破り5,000円、無断外泊20,000円であった、と牛島が述懐している。
中日時代は小松辰雄と共に地元企業興和新薬のミカロン（頭髪フケ止め薬）のCMに出演するなど高校時代のイメージそのままで、甘いマスクで高い人気を得た。引退後は名古屋市に本社を置く眼鏡店「メガネの和光」のイメージキャラクターを務めている。
中利夫監督時代のある日、ミーティングで稲尾和久投手コーチから投手陣全員に「9回2死満塁、カウント2-3（2ストライク3ボール）からどんな球を投げるか?」という質問が出された。ほとんどの投手が自分の決め球を答える中、ただ一人「自分は分かりません」と答えたのがルーキーの牛島だった。怪訝そうな顔の稲尾に対して牛島は「どのような状況で2-3となったかによって、最後に投げる球も変わってくる。2-3となるまでの経緯がないと、最後の球も決められない。点差によっても投げる球は変わるし、一概に決められるものではない」と持論を述べた（のちに「150km/hの速球を投げられるわけでもないし、これっていう絶対的な変化球もなかったから、怒られるのを覚悟でこう答えるしかなかった」と振り返っている）。奇しくもこれは稲尾が現役時代に実践していた考え、投球術と全く一致していた。この事からも、当時から卓越した投球術の持ち主であったことが分かる。このエピソードは現在でも野球関連の漫画に流用されるほど有名である。稲尾は牛島の返答を聞いて、その場で「それでいいんだ」と牛島を褒め、後に「プロで一流の投手になれると直感した」と語っている。一方牛島本人はこの時のことについて「稲尾さんでなくもっと頭の固いコーチだったら、きっと嫌われて目をつけられていただろう」と回顧している。
現役時代から星野仙一に憧れ、星野も牛島を可愛がってきた。しかし星野は牛島を落合獲得の為1986年秋の中日監督就任直後、ロッテにトレードする。トレード決定後、気持ちの整理が付かぬまま移籍会見に臨むため東京に向かう牛島を、星野は名古屋駅の東海道新幹線ホームで見送った。牛島は人目をはばからず号泣（しかし、星野に対して「落合さんを迎えに来たんですか?」と冗談を言った）。星野は後年のインタビューで「牛島は、他のチームの野球を勉強させるつもりでトレードに出した。いずれは中日に復帰させるつもりだったが、実現しないまま引退してしまった」と語っている。
大島康徳とは中日時代はあまり交流が無く、名古屋では大島の方が人気者であり実績も優れていたため、共に中日に在籍していた頃は2人で食事に出かけたことは1回だけであったと、後に2018年の大島との対談で触れている。ところが、共に移籍に伴い東京に移住すると、時には一緒のマンションに暮らす程の親密な仲になり、家族ぐるみの付き合いもあったという。対戦では1988年は7打数1安打と牛島優勢で、1989年は6打数5安打と大島が打ち込んでいた。大島は牛島のカーブを警戒していた一方で、親しかったこととコントロールが良いことからインコースには来ないだろうと踏んでいた。大島の方は中日時代にチームメイトの投手の癖を見抜いており本人にも中日時代に教えたが、牛島はクレバーなので必ず逆手に取ってくるだろうと考え大島も裏をかく配球を心掛けた。
ロッテへの移籍が決定した直後、牛島は「（1987年当時の）12球団のフランチャイズ球場で、これまで唯一オールスターゲームやオープン戦でも一度も登板の経験が無いのが、ロッテのフランチャイズである川崎球場だ」と話した。牛島の中日入団後、川崎球場では1980年と1985年にオールスターゲームが開催されたが、牛島はいずれも選出されなかった。
1988年10月19日、ロッテ対近鉄ダブルヘッダー（通称：10.19）の第1試合9回表2死二塁、先発投手の小川博をリリーフするが、代打梨田昌孝に中前適時打を喫し、鈴木貴久に勝ち越しのホームインを許す。牛島は後日テレビ朝日「ニュースステーション」など各メディアのインタビューを受けた際、梨田となぜ勝負したか尋ねられると「一塁が空いていたので歩かせようかと一瞬思った。しかしあの時、近鉄の選手はみんな気迫が漲っていた。執念で攻めてきていたので（梨田を敬遠して）次の打者と勝負しても、その次の次の打者と勝負しても、結果はきっと同じ。誰と勝負しても同じだった」と毅然と言い切った。また、後年行われた別のインタビューでは「梨田さんはあの年限りで引退を決めていたし、ひょっとしたら現役最後の打席になるかもしれなかった。勝敗が掛かる場面だったが、“現役最後が敬遠じゃ、梨田さんに対して失礼になる”と思って勝負した」とも語っている。
ロッテ時代は肘の故障の為、移籍した当初程の活躍は後年見せられなかったが、その間にプロ生活の中で培った経験や知識を若手投手陣に惜しげもなく教え、ナインからの信望が非常に厚かった。特に小宮山悟、伊良部秀輝をはじめとする投手陣には技術面・精神的共に絶対的な支えとなる。その事は後に長きに渡りテレビ・ラジオでの理論派解説の裏付けとなっている。また、1992年のロッテ入団以来、牛島を慕い続けている吉田篤史は、雑誌『週刊ベースボール』の選手名鑑の「野球生活の中での思い出のシーン」という設問に、自身が1993年に右肩を故障したことと「牛島さんの現役引退」を挙げ続けている。吉田は2004年に現役引退後、牛島の誘いを受けて横浜にコーチとして入閣。牛島の在任中はブルペン担当の投手コーチを務めた。牛島の現役晩年にストッパーとして活躍した河本育之は牛島の引退後に背番号27を受け継いだ。小宮山も横浜時代に27を着けている。
小林至は1991年の1年間をロッテの練習生（当時東大4年生で在学中だったため）として過ごしたが、この際に、故障で二軍暮らしだった牛島に指導を受け、小林は後に「練習生で、プロでもない中途半端な立場で、ともすれば居辛い状況の中、何かにつけて気さくに声をかけてくれた牛島さんには大変感謝しています」と述べている。
牛島はフォークボールを決め球としていたが、牛島の手はごく普通の大きさしかない。ある年フジテレビ「プロ野球ニュース」のオフ企画にゲストで呼ばれた牛島はフォークの握り方を問われると、うっすら笑いながらごく浅くボールを挟んで見せた。「はあ、これであんなに落ちるんですか?」と今ひとつ合点のいかないアナウンサーに対し、同席していた関根潤三（同番組解説者）が突如「私は知ってますけど言いません」と笑顔で言い放った。こうして含みを残したまま番組は一旦CMへ。CM明け、牛島は「実は…」と切り出し、種明かしを始めた。牛島のフォークの握りは特殊なもので、まず人差し指と中指を開き、その間にボールをじわじわ押し当てていく。すると、不意に2つの指の間の関節が外れて指の腱部分がほぼくっつくほどの角度に一気に開く、というものだった。これにはスタジオの全員が絶句。牛島は「指が大きく開くようになりたいと思ってボールを挟む事を繰り返していたら、ある時関節を自由に外したり戻したりできるようになった」と証言していた。NHK総合『ディープピープル』の「フォークボール」の回でも関節が外れる様子を公開し、マーク・クルーンが驚いたことを語った。
横浜の監督就任1年目のキャンプでも、牛島独自の理論が垣間見えた。その一つに挙げられるのが「ブルペンでの投球練習の際、キャッチャーは捕球音を鳴らすな」というものである。牛島によると「捕球音がいいということは、相手バッターに打たれやすい球。特に最近は屋内にブルペンがある球場が多く、捕球音が反響しやすいため、調子が悪い投手が“いい球がいっている”と勘違いする事がある」というのがその理由である。「キャッチャーはピッチャーを気持ちよく投げさせるために大きなミット音を出す」という理論をもっている伊東勤とは、対極の理論である。
実は牛島には、この捕球音にまつわる原体験がある。現役時代、ある地方球場での試合前にスタンド下のブルペンで投球練習を始めた。ところが、いいイメージで直球を投じたのに、ブルペン捕手のミットからは「ボコッ」という鈍い音しか返ってこない。不審に思ってよく見ると、ブルペンの壁面には防音加工が施してあり、音が反響しないようになっていた。牛島は「このままでは調子が出ない」と判断してメニューを切り替え、グラウンドに出てキャッチボールを行った。「捕球音に惑わされてはいけない」という理論は、ここから生まれたようである。
投手の癖などを矯正する技術に長けており、マーク・クルーンを入団させる際、球は速いがコントロールに難があったことからフロントは難色を示した。しかし、ビデオを見た牛島監督が「この癖なら矯正が可能」と判断し、クルーン獲得を決断。牛島監督の矯正でクルーンは制球難が直り、リリーフエースの座を佐々木主浩から奪い取るほどの活躍を見せた。クルーンは「日本で成功収めることができたのは牛島監督のおかげ」と述べている。また、横浜にトレード入団して以来不振が続いていた門倉健は、「10センチ足を高く上げてみろ。」と牛島監督からアドバイスを受けた結果、上手く間ができ、7年ぶりに規定投球回数をクリアし自己最多となる11勝を挙げ、最終戦に中2日で登板させる牛島の計らいもあり同僚の三浦大輔と同数でリーグ最多の177奪三振を記録して最多奪三振のタイトルを獲得した。
大の飛行機嫌いであり、ロッテ時代は地方での試合が多く、特に札幌市円山球場での試合前後には移動手段に頭を悩ませる事が多かったという。解説者時代も長時間の飛行機移動を嫌って、アメリカ・メジャーリーグの視察の誘いを何度か断っている。また、横浜監督就任後の2005年、春季キャンプのため宜野湾市へ向かう際には緊張の面持ちで飛行機に搭乗。那覇空港到着後、報道陣に久々の飛行機の感想を問われると「降りる時は揺れたね」と苦笑交じりに答えた。シーズンに入ってからも長崎ビッグNスタジアムで対広島戦が行われた際、前日の移動日には飛行機移動のチームを離れ、新横浜駅から朝一番の新幹線「のぞみ1号」と在来線特急「かもめ」を乗り継いで長崎まで移動した。さらに交流戦の際、フルキャストスタジアム宮城での対楽天戦の次カードは移動日なしで札幌ドームでの対日本ハム戦だったが、対楽天戦の3戦目が雨天中止となったのを良しとし、翌朝飛行機で移動するチームを離れてひとり寝台特急「北斗星」で移動する…という徹底ぶりであった。取材記者にその点を突っ込まれても、常に「車窓から海を眺められたりして良い気分転換になった」等のコメントで返している。
2014年9月26日、浪商高校時代にバッテリーを組んだドカベン・香川伸行が心筋梗塞により52歳で死去。訃報を聞いた直後の牛島は「なんでや…まだ早いやろ。具合が悪いとは聞いていたが、強い運を持ってる男だからきっと乗り越えると思っていた。こんなに早く逝ってしまうとは…」と大きな衝撃を受けつつ、「最近中々会話する機会が無く、数年前母校（現・大体大浪商）の甲子園出場で会ったのが最後だった。もうボールを受けてもらえへんのやな…」と寂しさを募らせていた。
2018年8月8日の朝、第100回全国高等学校野球選手権記念大会のレジェンド始球式へ登場したが、ワンバウンド投球と成り苦笑いを浮かべた。なお牛島は「甲子園始球式の話が来た時に、もし生きていればキャッチャーは香川だったのかな、と思っていた」と偲びながらコメントしている。観客席では香川夫人と娘たちが遺影を携えてこの登板を見守った。

## 監督としての采配
投手起用に関する采配では、「クアトロK」などの中継ぎ陣を整備したが、その一方でエースクラスの先発投手に完投を求める傾向が強かった。2005年には20完投を記録しており、そのうちの10完投は三浦大輔によるものであった。また、完投に至らなくても先発投手は球数100球に達するか投球回数が7回前後になるまでは、投球内容にかかわらず続投させていた。これらについて牛島は「多少時間がかかってもエースピッチャーを育てるべき」という考えをとっている。

## 詳細情報

### 年度別投手成績
| 年 度      | 球 団      | 登 板 | 先 発 | 完 投 | 完 封 | 無 四 球 | 勝 利 | 敗 戦 | セ 丨 ブ | ホ 丨 ル ド | 勝 率 | 打 者 | 投 球 回 | 被 安 打 | 被 本 塁 打 | 与 四 球 | 敬 遠 | 与 死 球 | 奪 三 振 | 暴 投 | ボ 丨 ク | 失 点 | 自 責 点 | 防 御 率 | W H I P |
| ---------- | ---------- | ----- | ----- | ----- | ----- | -------- | ----- | ----- | -------- | ----------- | ----- | ----- | -------- | -------- | ----------- | -------- | ----- | -------- | -------- | ----- | -------- | ----- | -------- | -------- | ------- |
| 1980       | 中日       | 9     | 4     | 0     | 0     | 0        | 2     | 1     | 0        | --          | .667  | 111   | 27.0     | 23       | 4           | 12       | 0     | 0        | 14       | 0     | 0        | 16    | 15       | 5.00     | 1.30    |
| 1981       | 中日       | 51    | 5     | 0     | 0     | 0        | 2     | 7     | 0        | --          | .222  | 434   | 104.1    | 84       | 11          | 59       | 6     | 0        | 82       | 3     | 0        | 39    | 32       | 2.76     | 1.37    |
| 1982       | 中日       | 53    | 0     | 0     | 0     | 0        | 7     | 4     | 17       | --          | .636  | 301   | 77.1     | 44       | 6           | 28       | 4     | 1        | 75       | 0     | 0        | 12    | 12       | 1.40     | 0.93    |
| 1983       | 中日       | 37    | 9     | 0     | 0     | 0        | 10    | 8     | 7        | --          | .556  | 395   | 88.0     | 104      | 10          | 30       | 2     | 1        | 69       | 0     | 0        | 55    | 44       | 4.50     | 1.52    |
| 1984       | 中日       | 50    | 0     | 0     | 0     | 0        | 3     | 6     | 29       | --          | .333  | 307   | 75.2     | 60       | 6           | 25       | 5     | 1        | 67       | 1     | 0        | 25    | 23       | 2.74     | 1.12    |
| 1985       | 中日       | 38    | 10    | 6     | 1     | 0        | 6     | 8     | 8        | --          | .429  | 504   | 116.1    | 103      | 17          | 60       | 9     | 4        | 82       | 0     | 0        | 47    | 45       | 3.48     | 1.40    |
| 1986       | 中日       | 35    | 0     | 0     | 0     | 0        | 3     | 5     | 16       | --          | .375  | 227   | 55.0     | 46       | 5           | 19       | 3     | 0        | 46       | 1     | 0        | 18    | 17       | 2.78     | 1.18    |
| 1987       | ロッテ     | 41    | 0     | 0     | 0     | 0        | 2     | 4     | 24       | --          | .333  | 230   | 55.2     | 46       | 6           | 16       | 6     | 2        | 59       | 1     | 0        | 15    | 8        | 1.29     | 1.11    |
| 1988       | ロッテ     | 38    | 0     | 0     | 0     | 0        | 1     | 6     | 25       | --          | .143  | 213   | 46.1     | 49       | 4           | 29       | 2     | 0        | 46       | 3     | 0        | 24    | 23       | 4.47     | 1.68    |
| 1989       | ロッテ     | 21    | 21    | 8     | 0     | 0        | 12    | 5     | 0        | --          | .706  | 632   | 148.2    | 134      | 13          | 75       | 0     | 0        | 115      | 7     | 1        | 66    | 60       | 3.63     | 1.41    |
| 1990       | ロッテ     | 3     | 1     | 0     | 0     | 0        | 0     | 1     | 0        | --          | .000  | 33    | 8.0      | 7        | 1           | 2        | 0     | 1        | 6        | 0     | 0        | 6     | 5        | 5.63     | 1.13    |
| 1991       | ロッテ     | 1     | 1     | 0     | 0     | 0        | 0     | 1     | 0        | --          | .000  | 22    | 4.2      | 8        | 1           | 0        | 0     | 0        | 5        | 0     | 0        | 3     | 2        | 3.86     | 1.71    |
| 1992       | ロッテ     | 9     | 8     | 3     | 0     | 0        | 3     | 3     | 0        | --          | .500  | 227   | 54.0     | 43       | 5           | 21       | 0     | 1        | 48       | 0     | 0        | 18    | 16       | 2.67     | 1.19    |
| 1993       | ロッテ     | 9     | 9     | 0     | 0     | 0        | 2     | 5     | 0        | --          | .286  | 199   | 44.0     | 56       | 6           | 15       | 0     | 1        | 32       | 1     | 0        | 30    | 26       | 5.32     | 1.61    |
| 通算：14年 | 通算：14年 | 395   | 68    | 17    | 1     | 0        | 53    | 64    | 126      | --          | .453  | 3835  | 905.0    | 807      | 95          | 391      | 37    | 12       | 746      | 17    | 1        | 374   | 328      | 3.26     | 1.32    |

- 各年度の太字はリーグ最高

### 年度別監督成績
| 年度      | 球団      | 順位      | 試合 | 勝利 | 敗戦 | 引分 | 勝率 | ゲーム差               | チーム 本塁打          | チーム 打率            | チーム 防御率          | 年齢                   |
| --------- | --------- | --------- | ---- | ---- | ---- | ---- | ---- | ---------------------- | ---------------------- | ---------------------- | ---------------------- | ---------------------- |
| 2005年    | 横浜      | 3位       | 146  | 69   | 70   | 7    | .496 | 17.0                   | 143                    | .265                   | 3.68                   | 44歳                   |
| 2006年    | 横浜      | 6位       | 146  | 58   | 84   | 4    | .408 | 29.5                   | 127                    | .257                   | 4.25                   | 45歳                   |
| 通算：2年 | 通算：2年 | 通算：2年 | 292  | 127  | 154  | 11   | .452 | Aクラス1回、Bクラス1回 | Aクラス1回、Bクラス1回 | Aクラス1回、Bクラス1回 | Aクラス1回、Bクラス1回 | Aクラス1回、Bクラス1回 |

### タイトル
- 最優秀救援投手：1回 （1987年）

### 表彰
- 月間MVP：1回 （投手部門：1989年6月）
- ファイアマン賞：1回 （1987年）

### 記録
初記録
- 初登板：1980年8月24日、対読売ジャイアンツ20回戦（ナゴヤ球場）、9回表に3番手で救援登板・完了、1回無失点
- 初奪三振：同上、9回表に山本功児から
- 初勝利：1980年8月30日、対阪神タイガース19回戦（ナゴヤ球場）、8回表に2番手で救援登板・完了、2回無失点
- 初先発・初先発勝利：1980年9月6日、対ヤクルトスワローズ12回戦（ナゴヤ球場）、6回1失点
- 初セーブ：1982年4月11日、対読売ジャイアンツ2回戦（ナゴヤ球場）、9回表1死に2番手で救援登板・完了、2/3回無失点
- 初完投：1985年8月7日、対広島東洋カープ16回戦（ナゴヤ球場）、10回無失点
- 初完投勝利・初完封勝利：1985年8月13日、対横浜大洋ホエールズ14回戦（ナゴヤ球場）

節目の記録
- 100セーブ：1987年10月9日、対日本ハムファイターズ24回戦（後楽園球場）、9回裏無死に2番手で救援登板・完了、1回無失点

その他の記録
- シーズン11引分：（1982年）江夏豊、藤川球児と並びセ・リーグタイ記録
- オールスターゲーム出場：5回 （1983年、1984年、1987年 - 1989年）

### 背番号
- 17 （1980年 - 1986年）
- 27 （1987年 - 1993年）
- 72 （2005年 - 2006年）

## 出演番組
- TBSラジオ エキサイトベースボール（TBSラジオ：1994年 - 2004年、2007年 - 2017年）
- S☆1 BASEBALL
  - TBSテレビ（地上波の自社制作分。2010年以降はCBCテレビ制作分のネット受けのみ出演）：1994年 - 2004年、2007年 - 2009年
  - CBCテレビ（ローカル放送は『燃えよドラゴンズ!』のタイトル）：1994年 - 2004年、2007年 -
  - RCCテレビ（ローカル放送は『RCCカープナイター／カープデーゲーム中継』のタイトル）：2007年4月12日の広島対中日戦に出演[注 4]。
  - BS-TBS（CBCテレビ制作を含む）： 2007年 -
  - TBSニュースバード→TBSチャンネル（CBCテレビ制作を含む）：2008年 -
- CBCドラゴンズナイター（CBCラジオ。TBSラジオまたは文化放送からの裏送りを含む）：1994年 - 2004年、2007年 -
- RKBエキサイトホークス（RKBラジオ。2017年まではTBSラジオ・CBCラジオからの同時ネット及び裏送り分に、2018年は文化放送からの裏送り分に出演）[注 5]
- J SPORTS STADIUM（2007年には上記のRCCテレビ制作分の地上波同時放送に1度出演。2017年からはCBCテレビ制作分に出演）
- サンデードラゴンズ（CBCテレビ：1994年 - 2004年、2007年‐） - 2001年10月 - 2003年3月はメイン司会。
- MLB主義（TBSテレビ：2004年）
- ディープピープル（NHK総合：2011年2月11日） - 「フォークボール」というテーマで、村田兆治、佐々木主浩とともに鼎談。
- サンデーモーニング（TBSテレビ：2012年5月6日） - スポーツコーナー「週刊ご意見番」ゲストコメンテーター
- スポーツ酒場“語り亭”（NHK BS1：2013年4月26日） -「プロ野球 魔球トーク」というテーマ時にゲスト出演。